# L'Attaque du requin à cinq têtes
Série
L'Attaque du requin à trois têtes
(2015) L'Attaque du requin à six têtes
(2018)
Pour plus de détails, voir Fiche technique et Distribution.
L'Attaque du requin à cinq têtes est un film d'horreur américain réalisé pour la télévision en 2017 et produit par The Asylum en association avec Syfy. Mettant en vedette un requin à quatre têtes et un requin à cinq têtes, le film est le troisième volet de la série de films Multi-Headed Shark Attack, après L'Attaque du requin à deux têtes et L'Attaque du requin à trois têtes. Il précède L'Attaque du requin à six têtes.

## Synopsis
Au large d’Isla Palomino, à Porto Rico, deux photographes et quatre modèles sont en pleine séance photo, sur un yacht et dans l’eau, lorsque la nageoire dorsale d’un requin apparaît à la surface de la mer à proximité. Les photographes commencent à photographier le requin, ne réalisant pas qu’il nage vers eux jusqu’à ce qu’il soit trop tard et qu’un énorme requin à 4 têtes jaillisse de l’eau, dévorant tout le monde à bord du yacht. Le capitaine de police portoricain Sterling et son adjoint Black accostent plus tard le yacht, montent à bord et découvrent que les passagers ont disparu. Sur l’appareil photo d’un des photographes, les agents trouvent des images floues du requin à 4 têtes alors qu’il est sur le point de manger les passagers.
Le capitaine Sterling et Black demandent conseil au Dr Angie Yost, biologiste marine de l’aquarium de Porto Rico. Yost subit des pressions de la part du propriétaire de l’aquarium, Thaddeus Marshall, pour mentir et dire que les photos sont probablement une distorsion et que la créature n’existe pas. Marshall demande à Yost et à ses stagiaires, Lindsay, Cait, Ram et Sean, d’embarquer avec lui sur le bateau de l’aquarium car Marshall a l’intention d’attraper le requin avant qu’il ne soit découvert et mis dans un autre aquarium. Ils réussissent à attirer le requin jusqu’à eux, mais Sean est renversé par-dessus bord et mangé. Ils retournent à terre et racontent la mort de Sean au capitaine Sterling et à l’adjoint Black, qui débattent de la fermeture des plages.
Le requin coule un petit bateau de pêche et se nourrit des pêcheurs, puis trouve des plongeurs et en fait rapidement un repas. Pendant ce temps, Marshall a convaincu le Dr Yost de faire appel à un pêcheur local nommé Red et expérimenté dans la chasse au requin (un ex de Yost) pour les aider à attraper le requin. Red accepte l’offre de double salaire de Marshall, et tous les trois s’embarquent avec Lindsay, Ram et Cait. Ils attirent le requin dans la baie à l’aide d’un sonar et un officier de police est mangé. Le requin fait alors tomber Lindsay du bateau de Red et la mange. Red tire sur le requin avec un harpon sonar, et il s’enfuit. Le requin mute : sa queue voit pousser une bouche et devient une cinquième tête. Red retourne sur le rivage, et ils rencontrent Sterling et Black.
À Playa Aviones, une compétition de surf est sur le point de commencer. Le requin apparaît et mange plusieurs surfeurs, en blessant d’autres. L’équipage de Red et Yost, ainsi que la police, se rendent à la plage et décident d’utiliser des appels de dauphins enregistrés pour effrayer le requin dans une zone spécifique, puis d’utiliser de la dynamite pour tuer le requin. Le capitaine Sterling et Black suivent le bateau de Red en mer sur leur propre bateau de police. Red et Yost sont capables d’attirer le requin et d’utiliser les enregistrements des dauphins, ce qui l’amène à attaquer les hélices du bateau de police et à manger l’adjoint Black. Red et Yost laissent tomber la dynamite dans l’eau remplie de chum, mais le requin à 5 têtes ne la mange pas, et un requin à une tête l’avale à la place, absorbant l’explosion. Le requin à 5 têtes se nourrit des restes puis attaque le bateau, assommant Cait. Ram la sauve, et Marshall tire sur le requin avec un harpon. Le requin fait demi-tour et la corde attachée au harpon s’enroule autour du pied de Marshall et le tire dans l’eau, où le requin le mange.
Ayant besoin de secours, les survivants appellent à la radio pour demander un soutien aérien. Un hélicoptère arrive peu de temps après, mais le requin à 5 têtes jaillit de l’eau et détruit l’aéronef avant qu’il ne puisse atteindre le bateau. L’hélicoptère coule après s’être écrasé dans la mer et emmène le requin avec lui, le coinçant temporairement au fond de la mer. Red saisit plusieurs charges de profondeur qu’il a stockées dans son bateau avec un hameçon de pêche massif, qu’il attache aux charges de profondeur. Lorsque le requin parvient à se libérer, il attaque le bateau, mais Red saute par-dessus bord avec l’hameçon et les explosifs et plante l’hameçon dans le dos du requin. Le requin nage loin du navire et explose. Red émerge de l’eau et Yost l’aide à se relever. Les quatre survivants se réjouissent.

## Distribution
- Chris Bruno : Red, un pêcheur et plongeur expérimenté
- Nikki Howard : Dr. Angie Yost, biologiste marine à l’Aquarium de Porto Rico
- Jeffrey Holsman : Thaddeus Marshall, propriétaire de l’Aquarium
- Lindsay Sawyer : Cait, stagiaire du Dr Yost
- Chris Costanzo : Ram, stagiaire du Dr Yost
- Amaanda Mendez : Kathy Thomas
- Nicolas Nene : Le chef Sterling, chef de la police portoricaine
- Yinoelle Colon : l’adjointe Angie Black, la partenaire de Sterling
- Jorge Navarro : Sean, stagiaire du Dr Yost
- Michelle Cortes : Lindsay, stagiaire du Dr Yost
- Ian Daryk : Juan
- Lorna Hernandez : Julia
- Radames Medina : Photographe
- Stephanie Cruz : un mannequin
- Brent Roske : le capitaine Jack Morgan

## Versions
L'Attaque du requin à cinq têtes est sorti comme le premier de six films sur le thème des requins présentés en première sur Syfy parmi leur « Sharknado Week » 2017, culminant avec la première du film Sharknado 5: Global Swarming. Ce film a été présenté pour la première fois le 30 juillet 2017,. Il a également connu une sortie en DVD la même année.

## Accueil

### Réception critique
Dread Central a passé en revue le film en 2017 et l’a qualifié de « spectacle assez indolore, mais aussi assez inutile ». La critique prend note des performances raides du film et de l’intrigue terne et critique le synopsis principal absent (qui décrit le requin comme une « étoile de mer démente »), le faible nombre de morts et le grognement du requin et résume finalement l’expérience comme « Cinq têtes. Trois scénaristes. Zéro cerveau », décernant au film 2/5 étoiles.
Inverse a catégorisé la série comme un sous-genre appelé « sharksploitation » et reconnaît que des films comme ceux-ci et Sharknado sont « dans la blague ».
Dans un tweet de juillet 2020, le clip du requin sautant de l’eau et détruisant l’hélicoptère est brièvement devenu viral après qu’il a été rapporté que National Geographic avait payé 1 million de dollars pour les images de la « rare attaque de requin ». Cela s’est rapidement révélé faux.